# Бамтоннельстрой
АО «Бамтоннельстрой» — одна из российских строительных компаний, специализирующихся на сдаче тоннелепроходческого оборудования для строительства тоннелей. Полное наименование — Акционерное общество «Бамтоннельстрой». Штаб-квартира компании расположена в Красноярске.

## История
9 января 1975 года приказом Министерства транспортного строительства СССР образовано Управление строительством «Бамтоннельстрой».
За 1976—2003 года построен Северомуйский тоннель. В 1979 году на линии Бам — Тында — Беркакит в постоянную эксплуатацию сдан первый на Байкало-Амурской магистрали однопутный Нагорный тоннель протяженностью 1352 метра. В 1985 году сдан в эксплуатацию Байкальский тоннель. Всего на БАМе построено десять тоннелей, пройдено 70 км подземных выработок.
Инженеры и рабочие ОАО «Бамтоннельстрой» участвовали в строительстве метрополитенов в городах Алма-Ате, Москве, Красноярске, Новосибирске, Екатеринбурге, Днепропетровске.
В декабре 2001 года запущен в постоянную эксплуатацию второй путь Нанхчульского тоннеля протяженностью 2400 метров на ветке Абакан — Междуреченск Красноярской железной дороги. В 2009 году началась проходка тоннелей на совмещенной автомобильной и железной дороге Адлер — горноклиматический курорт «Альпика-Сервис».

## Собственники и руководство
Компания входит в состав группы компаний «Бамтоннельстрой-Мост».
Генеральный директор АО «Бамтоннельстрой» — Комар Александр Николаевич.

## Структура
В состав «Бамтоннельстроя» входят компании, в том числе:
- ООО «Красноярскметрострой»
- ООО «Портал»
- ООО «ПАСС ВГСЧ Сибири»
- ООО «Байкал»
- ООО "Примбизнесцентр"

## Деятельность
В 2006 году Бамтоннельстрой вёл строительство восьми железнодорожных тоннелей, одного автодорожного, Красноярского метрополитена и трёх гидросооружений.
Основные заказчики:
- РЖД
- РАО ЕЭС
- Министерство транспорта Российской федерации